# St. Michael (Hüttisheim)

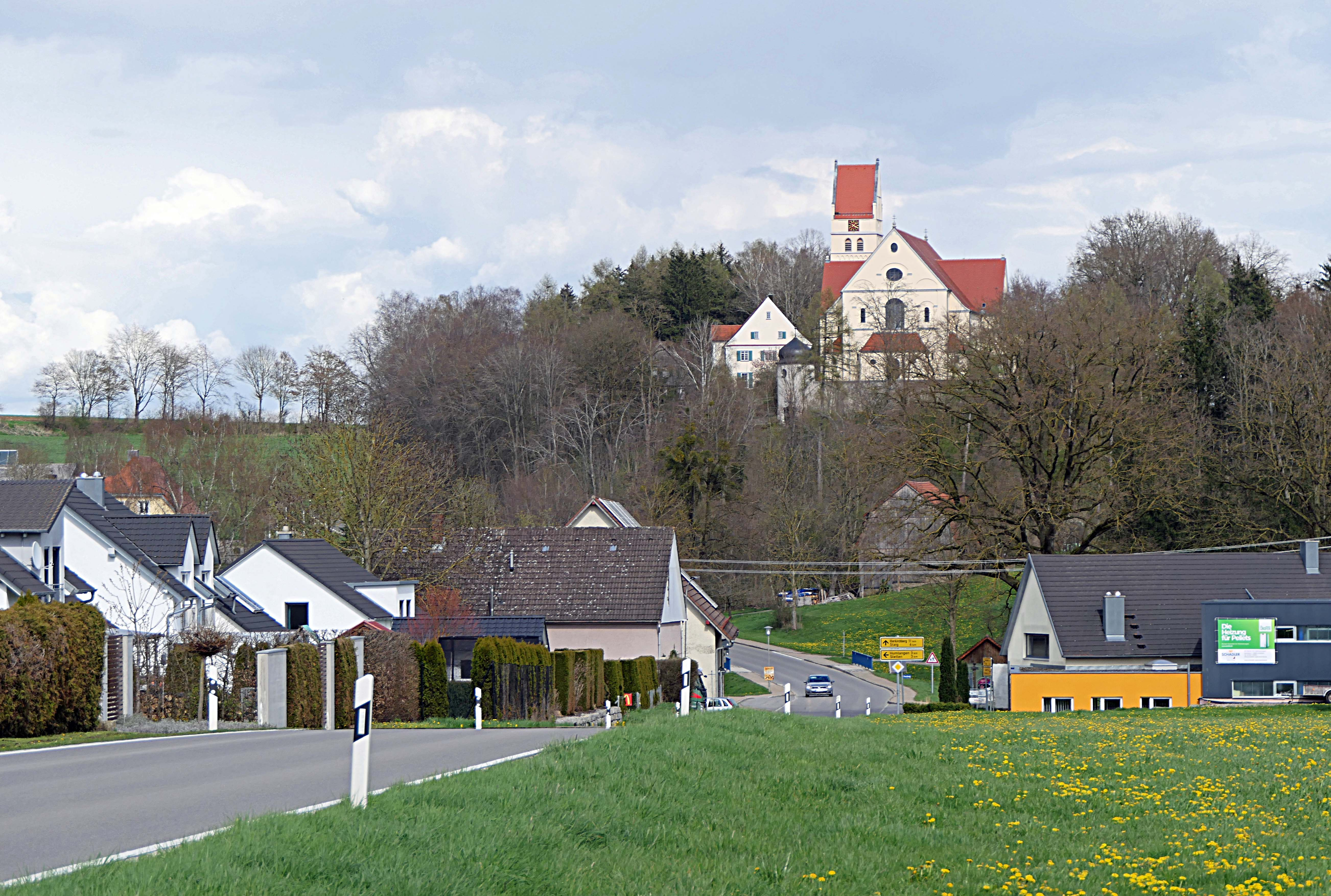
St. Michael in Hüttisheim

Die römisch-katholische Pfarrkirche St. Michael steht in Hüttisheim, einer Gemeinde im Alb-Donau-Kreis in Baden-Württemberg. Die Kirchengemeinde gehört zum Dekanat Ehingen-Ulm der Diözese Rottenburg-Stuttgart. Das Bauwerk ist beim Landesamt für Denkmalpflege Baden-Württemberg als Baudenkmal eingetragen.

## Beschreibung
Die neuromanische Hallenkirche wurde 1914 nach einem Entwurf von Joseph Cades errichtet. Sie besteht aus einem Langhaus mit einem Mittelschiff und zwei Seitenschiffen, das von einem Querschiff gekreuzt wird, einem eingezogenen Chor mit Fünfachtelschluss im Osten und einem im Kern spätgotischen Chorflankenturm an der Nordwand des Chors, der mit zwei Geschossen aufgestockt, das oberste beherbergt die Turmuhr und das darunter liegende den Glockenstuhl, und mit einem Satteldach bedeckt wurde.
Zur Kirchenausstattung gehören spätgotische Statuen der Maria, der Anna selbdritt, des heiligen Sebastian, des heiligen Veit und des heiligen Wendelin, die der dritten Generation der Ulmer Schule mit Niklaus Weckmann zugeschrieben werden.
Die Orgel wurde 1922 als Opus 269 von der Gebr. Späth Orgelbau gebaut.